# Édition en Russie
L'édition russe serait la cinquième du monde et la troisième d'Europe avec 90 000 titres en 2004 (52 000 en France), d'après les chiffres de la Chambre du livre de Moscou.
Les coûts de production et de diffusion des livres en Russie sont élevés et le tirage moyen d'un livre a baissé en 2004 (7 709 contre 8 674 en 2003). Sept maisons d'édition se partagent la moitié du marché, on assiste à une concentration du secteur. Le paradoxe est que la russie achète le papier en Finlande, papier fabriqué avec du bois qui vient de russie.
Les principales maisons d'édition sont AST, Eksmo.
Les genres d'ouvrages édités et qui assurent la rentabilité sont, outre le polar et la nouvelle, les livres scientifiques, les classiques, et les livres de politique et de socio-économie. 